# Robertus eremophilus
Robertus eremophilus är en spindelart som beskrevs av Chamberlin 1928. Robertus eremophilus ingår i släktet fuktspindlar, och familjen klotspindlar. Inga underarter finns listade i Catalogue of Life.